# East Lake (Florida)
East Lake ist ein census-designated place (CDP) im Pinellas County im US-Bundesstaat Florida. Das U.S. Census Bureau hat bei der Volkszählung 2020 eine Einwohnerzahl von 32.344 ermittelt.

## Geographie
East Lake grenzt direkt an die Städte Oldsmar (Süden) und Tarpon Springs (Westen) liegt rund 5 km nordöstlich von Clearwater sowie etwa 20 km nordwestlich von Tampa. Der CDP wird von der Florida State Road 584 tangiert.

## Demographische Daten
Laut der Volkszählung 2010 verteilten sich die damaligen 30.962 Einwohner auf 14.984 Haushalte. Die Bevölkerungsdichte lag bei 413,4 Einw./km². 92,3 % der Bevölkerung bezeichneten sich als Weiße, 1,6 % als Afroamerikaner, 0,1 % als Indianer und 3,5 % als Asian Americans. 0,7 % gaben die Angehörigkeit zu einer anderen Ethnie und 1,7 % zu mehreren Ethnien an. 5,9 % der Bevölkerung bestand aus Hispanics oder Latinos.
Im Jahr 2010 lebten in 27,4 % aller Haushalte Kinder unter 18 Jahren sowie 33,4 % aller Haushalte Personen mit mindestens 65 Jahren. 69,8 % der Haushalte waren Familienhaushalte (bestehend aus verheirateten Paaren mit oder ohne Nachkommen bzw. einem Elternteil mit Nachkomme). Die durchschnittliche Größe eines Haushalts lag bei 2,65 Personen und die durchschnittliche Familiengröße bei 2,83 Personen.
22,3 % der Bevölkerung waren jünger als 20 Jahre, 15,6 % waren 20 bis 39 Jahre alt, 34,0 % waren 40 bis 59 Jahre alt und 28,1 % waren mindestens 60 Jahre alt. Das mittlere Alter betrug 48 Jahre. 47,8 % der Bevölkerung waren männlich und 52,2 % weiblich.
Das durchschnittliche Jahreseinkommen lag bei 71.019 $, dabei lebten 6,5 % der Bevölkerung unter der Armutsgrenze.
Im Jahr 2000 war Englisch die Muttersprache von 89,95 % der Bevölkerung, Spanisch sprachen 3,53 % und 6,52 % hatten eine andere Muttersprache.